# Inamoto Dzsunicsi
Inamoto Dzsunicsi (Oszaka, 1979. szeptember 18. –) japán válogatott labdarúgó.
A japán válogatott tagjaként részt vett a 2002-es, a 2006-os és a 2010-es világbajnokságon.

## Statisztika
| Japán válogatott | Japán válogatott | Japán válogatott |
| Időszak          | Mérk.            | gól              |
| ---------------- | ---------------- | ---------------- |
| 2000             | 14               | 0                |
| 2001             | 11               | 1                |
| 2002             | 10               | 2                |
| 2003             | 10               | 1                |
| 2004             | 6                | 0                |
| 2005             | 10               | 0                |
| 2006             | 4                | 0                |
| 2007             | 3                | 0                |
| 2008             | 2                | 0                |
| 2009             | 4                | 1                |
| 2010             | 8                | 0                |
| Összesen         | 82               | 5                |